# Eremiaphila arabica
Eremiaphila arabica è una specie di mantide religiosa appartenente al genere Eremiaphila nativa del Medio Oriente, è facilmente riscontrabile in Egitto, Israele, Yemen e Arabia Saudita.